# Juri Borodatchev
Juri Borodatchev (russisch Юрий Бородачев, Juri Borodatschew; * 1945 in Kuibyschew; † 24. Februar 2011 in Diessenhofen) war ein russischer Künstler.

## Leben und Wirken
Borodatchev machte 1974 seinen Abschluss an der Kunstakademie Charkov in der Sowjetunion und erhielt Lehrstühle an der Kunstakademie und am Technikum Samara. 1975 wurde er Mitglied des russischen Kunstvereins. Das russische Kulturministerium, Museen, Universitäten und Unternehmen erteilten ihm Aufträge. Borodatchev fertigte für sie sowohl Fresken, Plakate, Bilder und Kunstgrafiken in verschiedenen Techniken an und erstellte auch Illustrationen für Kinderbücher.
Die Werke Borodatchevs werden im Kunstmuseum und Literaturmuseum „Tolstoi“ von Samara und in der Galerie „Mars“ in Moskau ausgestellt. Ferner befinden sie sich im Fundus des Kulturministeriums Russlands. Die Bilder Borodatchev wurden in Europa in Deutschland, Frankreich, Schweiz, Italien und Luxemburg sowie in Australien ausgestellt. Die von ihm gestalteten Werke wurden auch international verkauft und sind in Privatbesitz in Europa, USA und Japan.
1990 wurde Borodatchev im Kunstwettbewerb „Der Goldene Pinsel“ in Moskau mit dem 1. Preis ausgezeichnet. 1993 organisierte er von Moskau aus eine Ausstellung in Winterthur, wohin er im Anschluss seinen Wohnsitz verlegte. 1997 erhielt Borodatchev den nationalen Kulturpreis „Arti figurative in pittura“ der Accademia della Torre in Carrara, Italien.
Juri Borodatchev lebte von 1993 bis 2007 in Winterthur und dann bis zu seinem Tode durch einen Herzinfarkt im Jahr 2011 in Diessenhofen, wo er ein eigenes Atelier hatte. 
Im Auftrag der Stadt Winterthur hat er Fresken und Gemälde geschaffen sowie Bühnendekoration für das Stadttheater gefertigt. Er unterrichtete an einer privaten Kunstschule in Winterthur. Von 2000 bis 2011 war er Mitglied der „VISARTE“ (Gesellschaft Schweizerischer Maler, Bildhauer und Architekten).